# SMS Emden (1908)
SMS Emden – niemiecki krążownik pancernopokładowy, używany na początku I wojny światowej. Był to pierwszy krążownik o tej nazwie, pochodzącej od miasta Emden – pod koniec I wojny światowej wszedł do służby drugi „Emden”.
„Emden” należał do małych krążowników pancernopokładowych (niemiecka klasyfikacja: kleines Kreuzer) typu Dresden, rozwinięcia typu Bremen. Jego okrętem bliźniaczym, lecz różniącym się siłownią, był „Dresden”.
Budowę „Emdena” rozpoczęto w Stoczni Cesarskiej w Gdańsku 6 kwietnia 1906 roku, kadłub zwodowano 26 maja 1908 roku. Okręt wszedł do służby 10 lipca 1909 roku i został wysłany do niemieckiej kolonii Qingdao w Chinach, gdzie dołączono go do składu Wschodnioazjatyckiej Eskadry Krążowników. Tuż przed wybuchem I wojny światowej, 31 lipca 1914 roku okręt został odłączony od głównych sił eskadry niemieckiej i opuścił Qingdao, po czym samodzielnie polował jako rajder na samotne statki handlowe Wielkiej Brytanii i jej sojuszników na Oceanie Indyjskim. 4 sierpnia 1914 roku zdobył na Morzu Japońskim rosyjski parowiec „Riazań”, przebudowany później na niemiecki krążownik pomocniczy „Cormoran”. Przez następne trzy miesiące, pod dowództwem kapitana Karla von Müllera, zdołał zatopić lub zdobyć 23 statki handlowe o łącznej pojemności 101 182 BRT, unikając wytropienia przez poszukujące go okręty. W nocy 22 września 1914 roku okręt ostrzelał brytyjskie instalacje w Madrasie w Indiach. Choć zniszczenia były stosunkowo niewielkie, w mieście wybuchła panika i epizod był ciosem w brytyjski prestiż. 28 października „Emden”, zamaskowany jako brytyjski krążownik przez dodanie fałszywego czwartego komina, wszedł do portu Penang w Malezji i otworzył ogień do stojących tam alianckich okrętów, zatapiając francuski kontrtorpedowiec „Mousquet” i rosyjski mały krążownik pancernopokładowy „Żemczug” (Жемчуг, pol. "Perła").

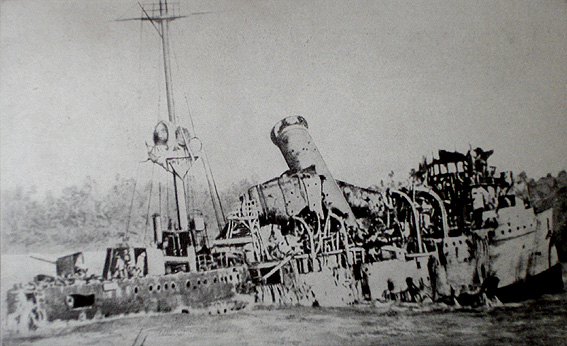
Wrak „Emdena”

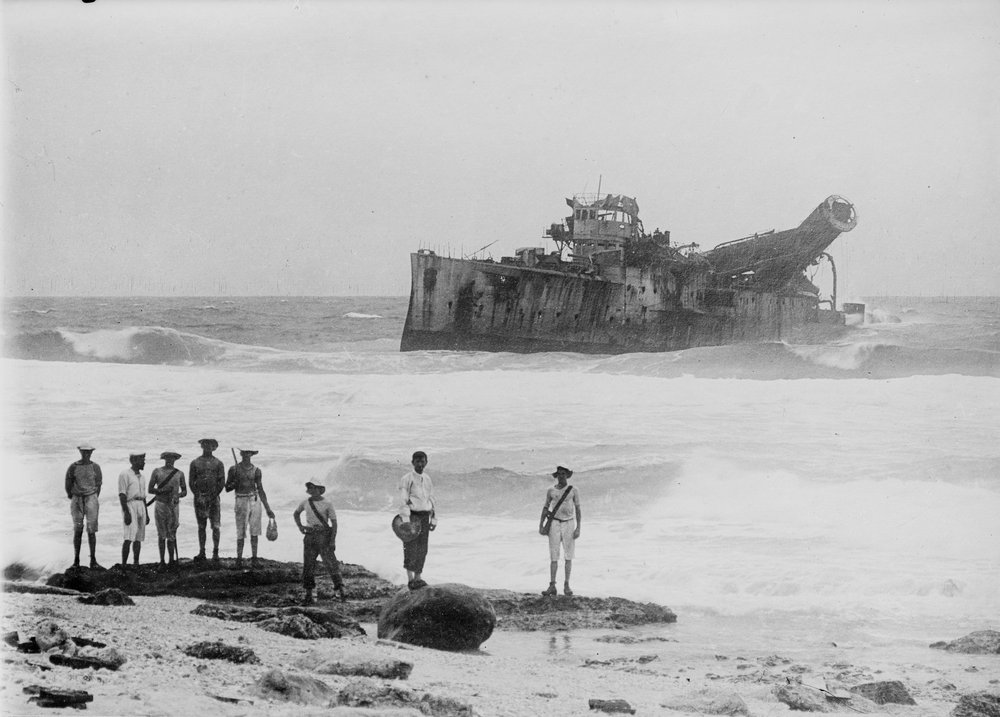
Wrak SMS Emden

„Emden” został przechwycony przez australijski krążownik lekki HMAS „Sydney” i zatopiony 9 listopada 1914 roku w bitwie koło Wysp Kokosowych. „Sydney” był nowszy, dużo większy i o wiele lepiej uzbrojony, uzbrojony w 8 dział 152 mm, o znacznie większej sile i zasięgu rażenia, niż 10 dział 105 mm „Emdena” (ciężar salwy burtowej odpowiednio 295 kg i 72 kg). „Sydney” był też o 2 węzły szybszy od „Emdena”, a więc lżej uzbrojony krążownik nie był w stanie uciec z pola bitwy. Zniszczony ostrzałem „Emden” wyrzucił się na brzeg Wysp Kokosowych. Niemcy oszacowali straty na 134 zabitych i 65 rannych z załogi liczącej 376 ludzi. Okręt australijski miał czterech zabitych i 12 rannych. Do niewoli dostało się 11 oficerów i 166 podoficerów i marynarzy. Rannych odtransportowano do Kolombo, zaś pozostałych jeńców przerzucono na pokładzie krążownika „Hampshire” do obozu na Malcie, gdzie przebywali do końca wojny. Tego losu uniknęła 45-osobowa grupa pod dowództwem kpt. Hellmuta von Mücke, wysłana przed bitwą na jedną z wysp archipelagu. Oddział ten przez Holenderskie Indie Wschodnie i Półwysep Arabski dotarł w 1915 roku do Konstantynopola, a stamtąd do Niemiec.
Walka z „Emdenem” była pierwszą bitwą morską w historii australijskiej marynarki wojennej (Royal Australian Navy, stworzonej w 1911 roku) i jako taka ma duże znaczenie historyczne dla Australii. Dla jej upamiętnienia dwa działa „Emdena” zostały wymontowane z wraku i ustawione jako pomniki w miastach Sydney i Canberra.

## Dane
- wyporność:
  - projektowa: 3664 t
  - pełna: 4268 t
- długość (maksymalna): 118,3 m
- szerokość: 13,5 m
- zanurzenie: 5,53 m

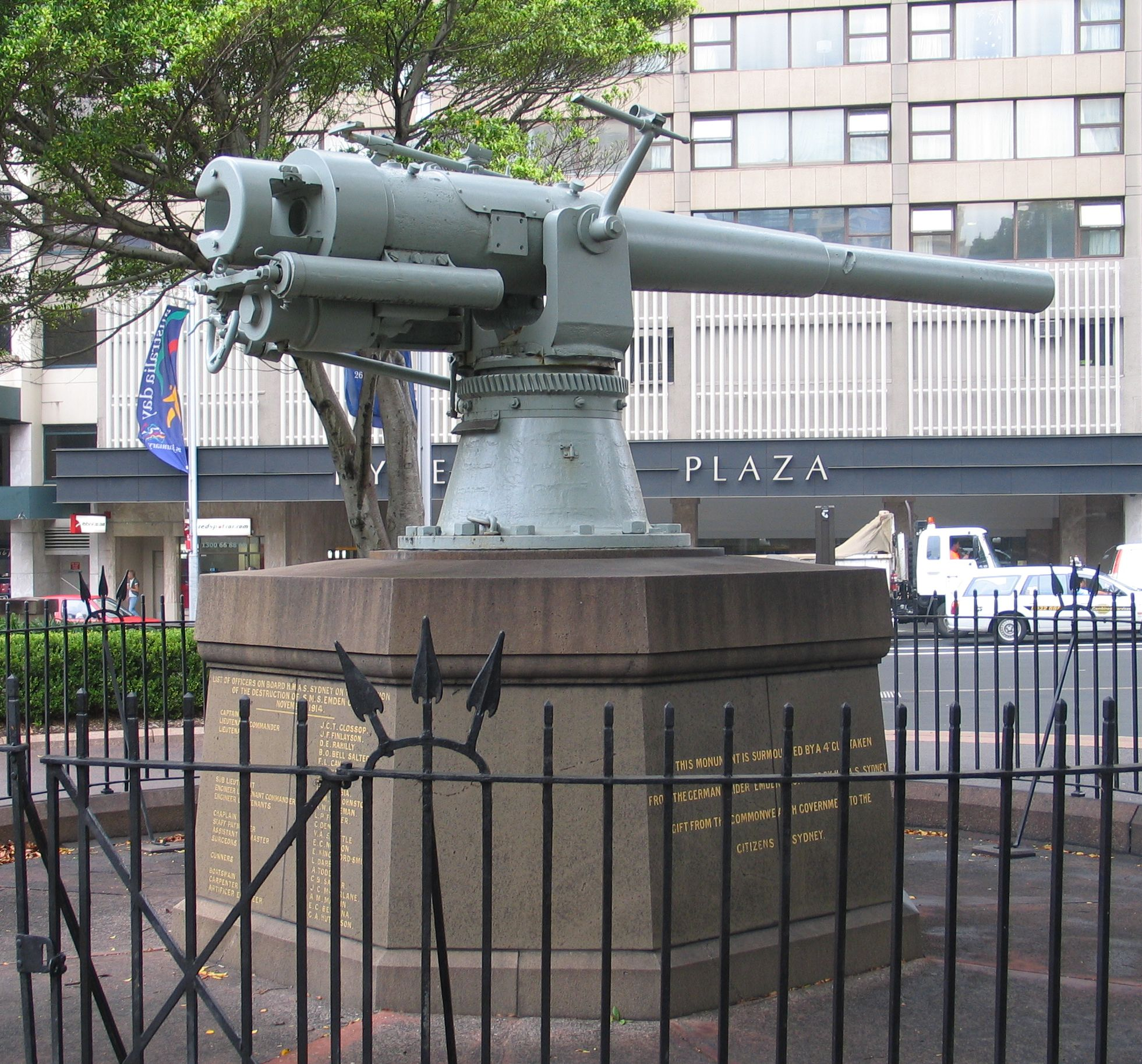
Działo 105 mm „Emdena” na pomniku w Australii

- napęd: 2 pionowe trzycylindrowe maszyny parowe potrójnego rozprężania (VTE) o mocy łącznej 16 350 KM, 12 kotłów parowych, 2 śruby
- prędkość maksymalna: 24 w.
- zapas paliwa: 740 t węgla
- zasięg maksymalny: 3 760 Mm przy 12 w.
- załoga: 361, w tym 18 oficerów

- Uzbrojenie:
  - 10 pojedynczych dział 105 mm (L/40) (10xI: 4 w kazamatach, 2 z maskami pancernymi w stanowiskach burtowych i po 2 z maskami pancernymi na dziobie i rufie, obok siebie).
  - 8 pojedynczych dział 52 mm w kazamatach (8xI)[1]
  - 10 karabinów maszynowych[2]
  - 2 wyrzutnie torped 450 mm (stałe podwodne burtowe)

- Opancerzenie: (uwaga: dane różnią się w publikacjach)
  - pokład pancerny: 20–30 mm[5]
  - stanowisko dowodzenia: 100 mm
  - maski dział: 50 mm

## „Emden” w kulturze
Śląski poeta Benno Nehlert napisał wiersz ku czci okrętu opublikowany w zbiorze Kriegsgedichte.
Hellmut von Mücke opisał dzieje okrętu i swej grupy w dwóch książkach wydanych jeszcze w czasie wojny w Niemczech i USA. W latach międzywojennych na ich kanwie nakręcono trzy filmy. W roku 2012 reżyser Berengar Pfahl zrealizował film Die Männer der Emden, poświęcony wędrówce grupy marynarzy.